# استاکینک پلهام
استاکینک پلهام (به انگلیسی: Stocking Pelham) یک محله مدنی و روستا در بریتانیا است که در East Hertfordshire واقع شده‌است. استاکینک پلهام ۱۶۳ نفر جمعیت دارد.